# Phryxe germana
Phryxe germana är en tvåvingeart som beskrevs av Robineau-desvoidy 1863. Phryxe germana ingår i släktet Phryxe och familjen parasitflugor.
Artens utbredningsområde är Frankrike. Inga underarter finns listade i Catalogue of Life.